# Puerto Deportivo Almerimar
El Puerto Deportivo de Almerimar se ubica en la unidad poblacional que lleva el mismo nombre y pertenece al municipio de El Ejido (78.105 hab.), España. Está situado en la costa occidental de la provincia de Almería, entre Punta de los Baños y Punta Entinas-Sabinar, en la denominada Bahía de San Miguel. Es el segundo de Andalucía y uno de los de mayor capacidad de Europa, con 1.100 amarres, para embarcaciones de distinto calado, que pueden dar atraque hasta embarcaciones de 60 metros de eslora.

## Datos de interés relacionado con el puerto
La función del Puerto, aunque teniendo la Dársena 3 o comúnmente llamada la de “los pescadores”, en la que suelen amarrar un pequeño número de barcos pesqueros,  es exclusivamente deportiva.
Si bien la economía del municipio de El Ejido está basada en una agricultura intensiva a base de invernaderos, Almerimar completa este sector con el turístico. Es en este punto  donde entra su puerto. El cual, sin grandes obras que rompan el entorno y el espacio da continuidad y queda enmarcado de forma natural. El puerto es el centro neurálgico de Almerimar, y en él se realizan todo tipo de actos sociales, ya sean fiestas (con el tradicional paseo a la Virgen), ferias medievales como las varias ediciones realizadas del Desembarco Pirata de Almerimar, puestos, etc. En él también se encuentran la inmensa mayoría de bares, restaurantes y zona de ocio que completa una oferta amplia y variada.

## Accesos
Hasta el municipio de El Ejido se puede llegar a través de Málaga o de Almería por la A-7, una vez allí tomar la salida A-389 dirección Almerimar. El aeropuerto más cercano es el de Almería y se encuentra a 45km.

## Servicios del puerto
- Agua potable
- varadero
- electricidad
- servicios y duchas
- combustible
- recogida de basuras
- grúa de 5 toneladas
- aparcamiento
- travel lift de 60 y 100 tn.
- chorreo con arena (nave para tal fin)
- rampa
- limpieza de cascos
- taller pintura y patente (nave para tal fin)
- muelle espera
- tratamiento de ósmosis
- meteorología
- vigilancia 24h
- banco
- trabajos submarinos